# Tångabo
Tångabo är en by i Krogsereds socken i Falkenbergs kommun och har nu endast två gårdar kvar. Byn ligger utmed vägen mellan Krogsered och Fegen, och är det enda större öppna området man ser mellan dessa orter.
Getån passerar genom byn, som år 1919-1920 grävdes om på grund av att åkermarkerna utmed ån var extremt vattensjuka. Efter omgrävningen har markerna i byarna Stixered, Tångabo, Krogsered och Årnakulla blivit betydligt torrare.
Grannbyar till Tångabo är: Stixered, Boa, Givhult, Krogsereds by, Torbjörnhult och Sjöholmen.